# Doto furva
Doto furva é uma espécie de molusco pertencente à família Dotidae.
A autoridade científica da espécie é Garcia J. C. & Ortea, tendo sido descrita no ano de 1984.
Trata-se de uma espécie presente no território português, incluindo a zona económica exclusiva.